# Saison 2017-2018 des Spurs de San Antonio
La saison 2017-2018 des Spurs de San Antonio est la 51e saison de la franchise et la 42e en NBA. C'est la 45e saison dans la région de San Antonio au Texas.

## Draft
| Tour | Choix | Joueur            | Poste | Nationalité | Provenance            |
| ---- | ----- | ----------------- | ----- | ----------- | --------------------- |
| 1    | 29    | Derrick White     | PG    | États-Unis  | Buffaloes du Colorado |
| 2    | 59    | Jaron Blossomgame | SF    | États-Unis  | Tigers de Clemson     |

## Matchs

### Summer League
| Summer League Total: 4-4 |

| Match | Date match | Équipe       | Score   | Meilleur marqueur  | Meilleur rebondeur       | Meilleur passeur    | Lieux Spectateurs      | Série |
| ----- | ---------- | ------------ | ------- | ------------------ | ------------------------ | ------------------- | ---------------------- | ----- |
| 1     | 3 juillet  | Utah         | D 74-87 | Derrick White (13) | Cory Jefferson (10)      | Dejounte Murray (5) | Jon M. Huntsman Center | 0 - 1 |
| 2     | 5 juillet  | Boston       | V 81-70 | Bryn Forbes (31)   | Dejounte Murray (10)     | Dejounte Murray (4) | Jon M. Huntsman Center | 1 - 1 |
| 3     | 6 juillet  | Philadelphie | D 86-94 | Bryn Forbes (21)   | Bertāns, Blossomgame (7) | Dāvis Bertāns (4)   | Jon M. Huntsman Center | 1 - 2 |

| Match | Date match | Équipe              | Score    | Meilleur marqueur  | Meilleur rebondeur           | Meilleur passeur   | Lieux                | Série |
| ----- | ---------- | ------------------- | -------- | ------------------ | ---------------------------- | ------------------ | -------------------- | ----- |
| 1     | 8 juillet  | Miami               | D 74-75  | Bryn Forbes (18)   | Dejounte Murray (9)          | Forbes, Murray (4) | Cox Pavilion         | 0 - 1 |
| 2     | 9 juillet  | Philadelphie        | V 101-95 | Bryn Forbes (35)   | Blossomgame, Whittington (6) | Olivier Hanlan (5) | Thomas & Mack Center | 1 - 1 |
| 3     | 11 juillet | Portland            | V 99-85  | Bryn Forbes (35)   | Shayne Whittington (7)       | Bryn Forbes (4)    | Cox Pavilion         | 2 - 1 |
| 4     | 13 juillet | La Nouvelle-Orléans | V 86-81  | Bryn Forbes (29)   | Olivier Hanlan (10)          | Olivier Hanlan (6) | Cox Pavilion         | 3 - 1 |
| 5     | 15 juillet | Portland            | D 87-94  | Derrick White (20) | Jaron Blossomgame (9)        | Olivier Hanlan (4) | Thomas & Mack Center | 3 - 2 |

### Pré-saison
| Pré-saison Total: 3-2 (Domicile : 2-1 ; Extérieur : 1-1) |

| Match | Date match | Équipe       | Score     | Meilleur marqueur      | Meilleur rebondeur     | Meilleur passeur      | Lieux Spectateurs | Série |
| ----- | ---------- | ------------ | --------- | ---------------------- | ---------------------- | --------------------- | ----------------- | ----- |
| 1     | 2 octobre  | @ Sacramento | D 100-106 | LaMarcus Aldridge (17) | Dāvis Bertāns (6)      | Trois joueurs (3)     | Golden 1 Center   | 0 - 1 |
| 2     | 6 octobre  | Sacramento   | V 113-93  | Danny Green (20)       | Joffrey Lauvergne (10) | Patty Mills (6)       | AT&T Center       | 1 - 1 |
| 3     | 8 octobre  | Denver       | V 122-100 | LaMarcus Aldridge (21) | Matt Costello (12)     | Aldridge, Murray (6)  | AT&T Center       | 2 - 1 |
| 4     | 10 octobre | Orlando      | D 98-103  | LaMarcus Aldridge (16) | Trois joueurs (7)      | Murray, Lauvergne (5) | AT&T Center       | 2 - 2 |
| 5     | 13 octobre | @ Houston    | V 106-97  | LaMarcus Aldridge (26) | LaMarcus Aldridge (10) | Danny Green (7)       | Toyota Center     | 3 - 2 |

### Saison régulière
| Saison régulière Total: 47-35 (Domicile : 33-8 ; Extérieur : 14-27) |

| Match | Date match | Équipe    | Score     | Meilleur marqueur      | Meilleur rebondeur     | Meilleur passeur    | Lieux                   | Série |
| ----- | ---------- | --------- | --------- | ---------------------- | ---------------------- | ------------------- | ----------------------- | ----- |
| 1     | 18 octobre | Minnesota | V 107-99  | LaMarcus Aldridge (25) | LaMarcus Aldridge (10) | Trois joueurs (4)   | AT&T Center             | 1 - 0 |
| 2     | 21 octobre | @ Chicago | V 87-77   | LaMarcus Aldridge (28) | Aldridge, Murray (10)  | Dejounte Murray (6) | United Center           | 2 - 0 |
| 3     | 23 octobre | Toronto   | V 101-97  | LaMarcus Aldridge (20) | Dejounte Murray (14)   | Dejounte Murray (6) | AT&T Center             | 3 - 0 |
| 4     | 25 octobre | @ Miami   | V 117-100 | LaMarcus Aldridge (31) | Kyle Anderson (10)     | Gay, Mills (4)      | American Airlines Arena | 4 - 0 |
| 5     | 27 octobre | @ Orlando | D 87-114  | LaMarcus Aldridge (24) | Aldridge, Gasol (11)   | Gay, Murray (4)     | Amway Center            | 4 - 1 |
| 6     | 29 octobre | @ Indiana | D 94-97   | LaMarcus Aldridge (26) | Aldridge, Anderson (8) | Ginóbili, Gasol (5) | Bankers Life Fieldhouse | 4 - 2 |
| 7     | 30 octobre | @ Boston  | D 94-108  | Brandon Paul (18)      | Pau Gasol (8)          | Trois joueurs (4)   | TD Garden               | 4 - 3 |

| Match | Date match  | Équipe        | Score     | Meilleur marqueur      | Meilleur rebondeur      | Meilleur passeur    | Lieux                    | Série  |
| ----- | ----------- | ------------- | --------- | ---------------------- | ----------------------- | ------------------- | ------------------------ | ------ |
| 8     | 2 novembre  | Golden State  | D 92-112  | LaMarcus Aldridge (24) | LaMarcus Aldridge (10)  | Anderson, Green (4) | AT&T Center              | 4 - 4  |
| 9     | 3 novembre  | Charlotte     | V 108-101 | Bryn Forbes (22)       | Pau Gasol (10)          | Pau Gasol (7)       | AT&T Center              | 5 - 4  |
| 10    | 5 novembre  | Phoenix       | V 112-95  | LaMarcus Aldridge (21) | Aldridge, Gasol (9)     | Patty Mills (4)     | AT&T Center              | 6 - 4  |
| 11    | 7 novembre  | L.A. Clippers | V 120-107 | LaMarcus Aldridge (25) | Pau Gasol (8)           | Gasol, Mills (6)    | AT&T Center              | 7 - 4  |
| 12    | 10 novembre | Milwaukee     | D 87-94   | LaMarcus Aldridge (20) | LaMarcus Aldridge (12)  | Pau Gasol (5)       | AT&T Center              | 7 - 5  |
| 13    | 11 novembre | Chicago       | V 133-94  | Pau Gasol (21)         | Pau Gasol (10)          | Patty Mills (6)     | AT&T Center              | 8 - 5  |
| 14    | 14 novembre | @ Dallas      | V 97-91   | LaMarcus Aldridge (32) | Pau Gasol (10)          | Aldridge, Gasol (4) | American Airlines Center | 9 - 5  |
| 15    | 15 novembre | @ Minnesota   | D 86-98   | LaMarcus Aldridge (15) | LaMarcus Aldridge (10)  | Patty Mills (5)     | Target Center            | 9 - 6  |
| 16    | 17 novembre | Oklahoma City | V 104-101 | LaMarcus Aldridge (26) | LaMarcus Aldridge (9)   | Kyle Anderson (6)   | AT&T Center              | 10 - 6 |
| 17    | 20 novembre | Atlanta       | V 96-85   | LaMarcus Aldridge (22) | LaMarcus Aldridge (11)  | Kyle Anderson (10)  | AT&T Center              | 11 - 6 |
| 18    | 22 novembre | @ New Orleans | D 90-107  | Rudy Gay (19)          | Pau Gasol (9)           | Trois joueurs (4)   | Smoothie King Center     | 11 - 7 |
| 19    | 25 novembre | @ Charlotte   | V 106-86  | Aldridge, Gasol (17)   | Trois joueurs (7)       | Aldridge, Gay (4)   | Spectrum Center          | 12 - 7 |
| 20    | 27 novembre | Dallas        | V 115-108 | LaMarcus Aldridge (33) | Anderson, Aldridge (10) | Trois joueurs (5)   | AT&T Center              | 13 - 7 |
| 21    | 29 novembre | Memphis       | V 104-95  | LaMarcus Aldridge (41) | Aldridge, Gasol (6)     | Parker, Mills (5)   | AT&T Center              | 14 - 7 |

| Match | Date match   | Équipe          | Score     | Meilleur marqueur      | Meilleur rebondeur     | Meilleur passeur    | Lieux                      | Série   |
| ----- | ------------ | --------------- | --------- | ---------------------- | ---------------------- | ------------------- | -------------------------- | ------- |
| 22    | 1er décembre | @ Memphis       | V 95-79   | LaMarcus Aldridge (22) | Pau Gasol (8)          | Manu Ginóbili (6)   | FedEx Forum                | 15 - 7  |
| 23    | 3 décembre   | @ Oklahoma City | D 87-90   | Dejounte Murray (17)   | Dejounte Murray (11)   | Dejounte Murray (5) | Chesapeake Energy Arena    | 15 - 8  |
| 24    | 4 décembre   | Détroit         | V 96-93   | LaMarcus Aldridge (17) | Trois joueurs (10)     | Trois joueurs (4)   | AT&T Center                | 16 - 8  |
| 25    | 6 décembre   | Miami           | V 117-105 | LaMarcus Aldridge (18) | Rudy Gay (7)           | Tony Parker (9)     | AT&T Center                | 17 - 8  |
| 26    | 8 décembre   | Boston          | V 105-102 | LaMarcus Aldridge (27) | Pau Gasol (11)         | Parker, Mills (4)   | AT&T Center                | 18 - 8  |
| 27    | 9 décembre   | @ Phoenix       | V 104-101 | Aldridge, Mills (20)   | Dejounte Murray (14)   | Dejounte Murray (4) | Talking Stick Resort Arena | 19 - 8  |
| 28    | 12 décembre  | @ Dallas        | D 89-95   | LaMarcus Aldridge (23) | LaMarcus Aldridge (13) | Bryn Forbes (4)     | American Airlines Center   | 19 - 9  |
| 29    | 15 décembre  | @ Houston       | D 109-124 | LaMarcus Aldridge (16) | Rudy Gay (8)           | Dejounte Murray (5) | Toyota Center              | 19 - 10 |
| 30    | 16 décembre  | Dallas          | V 98-96   | LaMarcus Aldridge (22) | LaMarcus Aldridge (14) | Dejounte Murray (4) | AT&T Center                | 20 - 10 |
| 31    | 18 décembre  | L.A. Clippers   | V 109-91  | LaMarcus Aldridge (19) | Pau Gasol (12)         | Tony Parker (7)     | AT&T Center                | 21 - 10 |
| 32    | 20 décembre  | @ Portland      | V 93-91   | LaMarcus Aldridge (22) | Pau Gasol (17)         | Pau Gasol (5)       | Moda Center                | 22 - 10 |
| 33    | 21 décembre  | @ Utah          | D 89-100  | Bryn Forbes (12)       | Dejounte Murray (8)    | Tony Parker (6)     | Vivint Smart Home Arena    | 22 - 11 |
| 34    | 23 décembre  | @ Sacramento    | V 108-99  | LaMarcus Aldridge (29) | Pau Gasol (11)         | Pau Gasol (10)      | Golden 1 Center            | 23 - 11 |
| 35    | 26 décembre  | Brooklyn        | V 109-97  | Kawhi Leonard (21)     | Pau Gasol (12)         | Pau Gasol (5)       | AT&T Center                | 24 - 11 |
| 36    | 28 décembre  | New York        | V 119-107 | LaMarcus Aldridge (25) | Pau Gasol (11)         | Pau Gasol (7)       | AT&T Center                | 25 - 11 |
| 37    | 30 décembre  | @ Détroit       | D 79-93   | Kawhi Leonard (18)     | LaMarcus Aldridge (11) | Patrick Mills (4)   | Little Caesars Arena       | 25 - 12 |

| Match | Date match | Équipe         | Score     | Meilleur marqueur      | Meilleur rebondeur     | Meilleur passeur    | Lieux                 | Série   |
| ----- | ---------- | -------------- | --------- | ---------------------- | ---------------------- | ------------------- | --------------------- | ------- |
| 38    | 2 janvier  | @ New York     | V 100-91  | LaMarcus Aldridge (29) | Trois joueurs (8)      | Kawhi Leonard (4)   | Madison Square Garden | 26 - 12 |
| 39    | 3 janvier  | @ Philadelphie | D 106-112 | Patty Mills (26)       | LaMarcus Aldridge (14) | Pau Gasol (4)       | Wells Fargo Center    | 26 - 13 |
| 40    | 5 janvier  | Phoenix        | V 103-89  | Ginóbili, Leonard (21) | Bertāns, Gasol (7)     | Tony Parker (7)     | AT&T Center           | 27 - 13 |
| 41    | 7 janvier  | @ Portland     | D 110-111 | LaMarcus Aldridge (30) | LaMarcus Aldridge (14) | Anderson, Gasol (5) | Moda Center           | 27 - 14 |
| 42    | 8 janvier  | @ Sacramento   | V 107-100 | LaMarcus Aldridge (31) | LaMarcus Aldridge (12) | Dejounte Murray (6) | Golden 1 Center       | 28 - 14 |
| 43    | 11 janvier | @ L.A. Lakers  | D 81-93   | LaMarcus Aldridge (20) | Pau Gasol (12)         | Trois jouers (5)    | Staples Center        | 28 - 15 |
| 44    | 13 janvier | Denver         | V 112-80  | Kawhi Leonard (19)     | Kawhi Leonard (8)      | Kyle Anderson (6)   | AT&T Center           | 29 - 15 |
| 45    | 15 janvier | @ Atlanta      | D 99-102  | LaMarcus Aldridge (25) | LaMarcus Aldridge (11) | Gasol, Parker (4)   | Philips Arena         | 29 - 16 |
| 46    | 17 janvier | @ Brooklyn     | V 100-95  | LaMarcus Aldridge (34) | Pau Gasol (12)         | Pau Gasol (7)       | Barclays Center       | 30 - 16 |
| 47    | 19 janvier | @ Toronto      | D 83-86   | LaMarcus Aldridge (17) | LaMarcus Aldridge (14) | Tony Parker (4)     | Centre Air Canada     | 30 - 17 |
| 48    | 21 janvier | Indiana        | D 86-94   | Pau Gasol (14)         | LaMarcus Aldridge (10) | Tony Parker (5)     | AT&T Center           | 30 - 18 |
| 49    | 23 janvier | Cleveland      | V 114-102 | LaMarcus Aldridge (30) | Kyle Anderson (12)     | Tony Parker (6)     | AT&T Center           | 31 - 18 |
| 50    | 24 janvier | @ Memphis      | V 108-85  | Patrick Mills (15)     | Pau Gasol (15)         | Pau Gasol (9)       | FedExForum            | 32 - 18 |
| 51    | 26 janvier | Philadelphie   | D 78-97   | LaMarcus Aldridge (18) | Dejounte Murray (9)    | Dejounte Murray (5) | AT&T Center           | 32 - 19 |
| 52    | 28 janvier | Sacramento     | V 113-98  | Bryn Forbes (23)       | Pau Gasol (11)         | Murray, Parker (6)  | AT&T Center           | 33 - 19 |
| 53    | 30 janvier | Denver         | V 106-104 | LaMarcus Aldridge (30) | Dejounte Murray (13)   | Dejounte Murray (7) | AT&T Center           | 34 - 19 |

| Match                  | Date match  | Équipe           | Score     | Meilleur marqueur       | Meilleur rebondeur     | Meilleur passeur    | Lieux                      | Série   |
| ---------------------- | ----------- | ---------------- | --------- | ----------------------- | ---------------------- | ------------------- | -------------------------- | ------- |
| 54                     | 1er février | Houston          | D 91-102  | Danny Green (22)        | Dejounte Murray (11)   | Quatre joueurs (3)  | AT&T Center                | 34 - 20 |
| 55                     | 3 février   | Utah             | D 111-120 | LaMarcus Aldridge (31)  | Pau Gasol (11)         | Tony Parker (9)     | AT&T Center                | 34 - 21 |
| 56                     | 7 février   | @ Phoenix        | V 129-81  | LaMarcus Aldridge (23)  | LaMarcus Aldridge (13) | Trois joueurs (4)   | Talking Stick Resort Arena | 35 - 21 |
| 57                     | 10 février  | @ Golden State   | D 105-122 | Aldridge, Anderson (20) | Derrick White (7)      | Manu Ginóbili (6)   | Oracle Arena               | 35 - 22 |
| 58                     | 12 février  | @ Utah           | D 99-101  | Kyle Anderson (16)      | Pau Gasol (15)         | Pau Gasol (6)       | Vivint Smart Home Arena    | 35 - 23 |
| 59                     | 13 février  | @ Denver         | D 109-117 | Joffrey Lauvergne (26)  | Joffrey Lauvergne (11) | Tony Parker (4)     | Pepsi Center               | 35 - 24 |
| NBA All-Star Game 2018 |             |                  |           |                         |                        |                     |                            |         |
| 60                     | 23 février  | @ Denver         | D 119-122 | LaMarcus Aldridge (38)  | Pau Gasol (12)         | Trois joueurs (5)   | Pepsi Center               | 35 - 25 |
| 61                     | 25 février  | @ Cleveland      | V 110-94  | LaMarcus Aldridge (27)  | Dejounte Murray (9)    | Mills, Murray (5)   | Quicken Loans Arena        | 36 - 25 |
| 62                     | 28 février  | Nouvelle-Orléans | D 116-121 | Rudy Gay (19)           | Dejounte Murray (9)    | Dejounte Murray (5) | AT&T Center                | 36 - 26 |

| Match | Date match | Équipe           | Score          | Meilleur marqueur      | Meilleur rebondeur     | Meilleur passeur       | Lieux                     | Série   |
| ----- | ---------- | ---------------- | -------------- | ---------------------- | ---------------------- | ---------------------- | ------------------------- | ------- |
| 63    | 3 mars     | L.A. Lakers      | D 112-116      | Pau Gasol (19)         | Pau Gasol (10)         | Pau Gasol (8)          | AT&T Center               | 36 - 27 |
| 64    | 5 mars     | Memphis          | V 100-98       | Tony Parker (23)       | LaMarcus Aldridge (8)  | Trois joueurs (4)      | AT&T Center               | 37 - 27 |
| 65    | 8 mars     | @ Golden State   | D 107-110      | LaMarcus Aldridge (30) | LaMarcus Aldridge (17) | Tony Parker (7)        | Oracle Arena              | 37 - 28 |
| 66    | 10 mars    | @ Oklahoma City  | D 94-104       | Bertāns, Gay (14)      | Aldridge, Gasol (7)    | Manu Ginóbili (6)      | Chesapeake Energy Arena   | 37 - 29 |
| 67    | 12 mars    | @ Houston        | D 93-109       | Forbes, White (14)     | Joffrey Lauvergne (6)  | Trois joueurs (3)      | Toyota Center             | 37 - 30 |
| 68    | 14 mars    | Orlando          | V 108-72       | LaMarcus Aldridge (24) | Dejounte Murray (8)    | Tony Parker (8)        | AT&T Center               | 38 - 30 |
| 69    | 15 mars    | Nouvelle-Orléans | V 98-93        | LaMarcus Aldridge (25) | Dejounte Murray (12)   | Parker, Anderson (4)   | AT&T Center               | 39 - 30 |
| 70    | 17 mars    | Minnesota        | V 117-101      | LaMarcus Aldridge (39) | Dejounte Murray (10)   | Pau Gasol (8)          | AT&T Center               | 40 - 30 |
| 71    | 19 mars    | Golden State     | V 89-75        | LaMarcus Aldridge (33) | LaMarcus Aldridge (12) | Dejounte Murray (5)    | AT&T Center               | 41 - 30 |
| 72    | 21 mars    | Washington       | V 98-90        | LaMarcus Aldridge (27) | Dejounte Murray (10)   | Aldridge, Anderson (4) | AT&T Center               | 42 - 30 |
| 73    | 23 mars    | Utah             | V 124-120 (OT) | LaMarcus Aldridge (45) | LaMarcus Aldridge (9)  | Dejounte Murray (5)    | AT&T Center               | 43 - 30 |
| 74    | 25 mars    | @ Milwaukee      | D 103-106      | LaMarcus Aldridge (34) | Pau Gasol (13)         | Ginóbili, Murray (3)   | BMO Harris Bradley Center | 43 - 31 |
| 75    | 27 mars    | @ Washington     | D 106-116      | LaMarcus Aldridge (13) | Pau Gasol (6)          | Forbes, Mills (6)      | Capital One Arena         | 43 - 32 |
| 76    | 29 mars    | Oklahoma City    | V 103-99       | LaMarcus Aldridge (25) | Pau Gasol (12)         | Dejounte Murray (7)    | AT&T Center               | 44 - 32 |

| Match | Date match | Équipe             | Score          | Meilleur marqueur      | Meilleur rebondeur     | Meilleur passeur    | Lieux                | Série   |
| ----- | ---------- | ------------------ | -------------- | ---------------------- | ---------------------- | ------------------- | -------------------- | ------- |
| 77    | 1er avril  | Houston            | V 100-83       | LaMarcus Aldridge (23) | LaMarcus Aldridge (14) | Kyle Anderson (5)   | AT&T Center          | 45 - 32 |
| 78    | 3 avril    | @ L.A. Clippers    | D 110-113      | LaMarcus Aldridge (35) | LaMarcus Aldridge (9)  | Patrick Mills (5)   | Staples Center       | 45 - 33 |
| 79    | 4 avril    | @ L.A. Lakers      | D 112-122 (OT) | LaMarcus Aldridge (28) | Pau Gasol (12)         | Dejounte Murray (6) | Staples Center       | 45 - 34 |
| 80    | 7 avril    | Portland           | V 116-105      | LaMarcus Aldridge (28) | LaMarcus Aldridge (8)  | Patrick Mills (6)   | AT&T Center          | 46 - 34 |
| 81    | 9 avril    | Sacramento         | V 98-85        | Rudy Gay (18)          | LaMarcus Aldridge (14) | Manu Ginóbili (5)   | AT&T Center          | 47 - 34 |
| 82    | 11 avril   | @ Nouvelle-Orléans | D 98-122       | Trois joueurs (11)     | Gasol, Gay (7)         | Pau Gasol (4)       | Smoothie King Center | 47 - 35 |

### Playoffs
| Saison régulière Total: 1-4 (Domicile : 1-1 ; Extérieur : 0-3) |

| Match | Date match | Équipe         | Score     | Meilleur marqueur      | Meilleur rebondeur     | Meilleur passeur                           | Lieux Spectateurs | Série |
| ----- | ---------- | -------------- | --------- | ---------------------- | ---------------------- | ------------------------------------------ | ----------------- | ----- |
| 1     | 14 avril   | @ Golden State | D 92-113  | Rudy Gay (15)          | Rudy Gay (6)           | Pau Gasol (4)                              | Oracle Arena      | 0 - 1 |
| 2     | 16 avril   | @ Golden State | D 101-116 | LaMarcus Aldridge (34) | LaMarcus Aldridge (12) | Aldridge, Gay, Gasol, Ginobili & Mills (3) | Oracle Arena      | 0 - 2 |
| 3     | 19 avril   | Golden State   | D 97-110  | LaMarcus Aldridge (18) | LaMarcus Aldridge (10) | Aldridge & Murray (4)                      | AT&T Center       | 0 - 3 |
| 4     | 22 avril   | Golden State   | V 103-90  | LaMarcus Aldridge (22) | LaMarcus Aldridge (10) | Ginobili & Mills (5)                       | AT&T Center       | 1 - 3 |
| 4     | 24 avril   | @ Golden State | D 91-99   | LaMarcus Aldridge (30) | LaMarcus Aldridge (12) | Manu Ginobili (7)                          | Oracle Arena      | 1 - 4 |

### Confrontations en saison régulière
| Conférence Est      | Conférence Est                              | Conférence Est                              | Conférence Ouest                            | Conférence Ouest                            | Conférence Ouest                            | Conférence Ouest                            | Conférence Ouest                            |
| Division Atlantique | Division Atlantique                         | Division Atlantique                         | Division Nord-Ouest                         | Division Nord-Ouest                         | Division Nord-Ouest                         | Division Nord-Ouest                         | Division Nord-Ouest                         |
| Équipe              | Domicile                                    | Extérieur                                   | Équipe                                      | Domicile                                    | Domicile                                    | Extérieur                                   | Extérieur                                   |
| ------------------- | ------------------------------------------- | ------------------------------------------- | ------------------------------------------- | ------------------------------------------- | ------------------------------------------- | ------------------------------------------- | ------------------------------------------- |
| Boston              | 105-102                                     | 94-108                                      | Denver                                      | 112-80                                      | 106-104                                     | 109-117                                     | 119-122                                     |
| Brooklyn            | 109-97                                      | 100-95                                      | Minnesota                                   | 107-99                                      | 117-101                                     | 86-98                                       |                                             |
| New York            | 119-107                                     | 100-91                                      | Oklahoma City                               | 104-101                                     | 103-99                                      | 87-90                                       | 94-104                                      |
| Philadelphie        | 78-97                                       | 106-112                                     | Portland                                    | 116-105                                     |                                             | 93-91                                       | 110-111                                     |
| Toronto             | 101-97                                      | 83-86                                       | Utah                                        | 111-120                                     | 124-120 (OT)                                | 89-100                                      | 99-101                                      |
|                     | 4–1                                         | 2–3                                         |                                             | 8–1                                         | 8–1                                         | 1–8                                         | 1–8                                         |
| Division            | 6–4                                         | 6–4                                         | Division                                    | 9–9                                         | 9–9                                         | 9–9                                         | 9–9                                         |
| Division Atlantique | Division Atlantique                         | Division Atlantique                         | Division Nord-Ouest                         | Division Nord-Ouest                         | Division Nord-Ouest                         | Division Nord-Ouest                         | Division Nord-Ouest                         |
| Équipe              | Domicile                                    | Extérieur                                   | Équipe                                      | Domicile                                    | Domicile                                    | Extérieur                                   | Extérieur                                   |
| Chicago             | 133-94                                      | 87-77                                       | Golden State                                | 92-112                                      | 89-75                                       | 105-122                                     | 107-110                                     |
| Cleveland           | 114-102                                     | 110-94                                      | L.A. Clippers                               | 120-107                                     | 109-91                                      | 110-113                                     |                                             |
| Detroit             | 96-93                                       | 79-93                                       | L.A. Lakers                                 | 112-116                                     |                                             | 81-93                                       | 112-122 (OT)                                |
| Indiana             | 86-94                                       | 94-97                                       | Phoenix                                     | 112-95                                      | 103-89                                      | 104-101                                     | 129-81                                      |
| Milwaukee           | 87-94                                       | 103-106                                     | Sacramento                                  | 113-98                                      | 98-85                                       | 108-99                                      | 107-100                                     |
|                     | 3–2                                         | 2–3                                         |                                             | 7–2                                         | 7–2                                         | 4–5                                         | 4–5                                         |
| Division            | 5–5                                         | 5–5                                         | Division                                    | 11–7                                        | 11–7                                        | 11–7                                        | 11–7                                        |
| Division Atlantique | Division Atlantique                         | Division Atlantique                         | Division Nord-Ouest                         | Division Nord-Ouest                         | Division Nord-Ouest                         | Division Nord-Ouest                         | Division Nord-Ouest                         |
| Équipe              | Domicile                                    | Extérieur                                   | Équipe                                      | Domicile                                    | Domicile                                    | Extérieur                                   | Extérieur                                   |
| Atlanta             | 96-85                                       | 99-102                                      | Dallas                                      | 115-108                                     | 98-96                                       | 97-91                                       | 89-95                                       |
| Charlotte           | 108-101                                     | 106-86                                      | Houston                                     | 91-102                                      | 100-83                                      | 109-124                                     | 93-109                                      |
| Miami               | 117-105                                     | 117-100                                     | Memphis                                     | 104-95                                      | 100-98                                      | 95-79                                       | 108-85                                      |
| Orlando             | 108-72                                      | 87-114                                      | New Orleans                                 | 116-121                                     | 98-93                                       | 90-107                                      | 98-122                                      |
| Washington          | 98-90                                       | 106-116                                     |                                             |                                             |                                             |                                             |                                             |
|                     | 4–0                                         | 2–3                                         |                                             | 6–2                                         | 6–2                                         | 3–5                                         | 3–5                                         |
| Division            | 7–3                                         | 7–3                                         | Division                                    | 9–7                                         | 9–7                                         | 9–7                                         | 9–7                                         |
| Conférence          | 18–12 (Domicile : 12–3 ; Extérieur : 6–9)   | 18–12 (Domicile : 12–3 ; Extérieur : 6–9)   | Conférence                                  | 29–23 (Domicile : 21–5 ; Extérieur : 8–18)  | 29–23 (Domicile : 21–5 ; Extérieur : 8–18)  | 29–23 (Domicile : 21–5 ; Extérieur : 8–18)  | 29–23 (Domicile : 21–5 ; Extérieur : 8–18)  |
| Total               | 47–35 (Domicile : 33–8 ; Extérieur : 14–27) | 47–35 (Domicile : 33–8 ; Extérieur : 14–27) | 47–35 (Domicile : 33–8 ; Extérieur : 14–27) | 47–35 (Domicile : 33–8 ; Extérieur : 14–27) | 47–35 (Domicile : 33–8 ; Extérieur : 14–27) | 47–35 (Domicile : 33–8 ; Extérieur : 14–27) | 47–35 (Domicile : 33–8 ; Extérieur : 14–27) |

## Effectif
| Spurs de San Antonio Effectif en fin de saison régulière |    |                      |                      |                 |
| Entraîneur : Gregg Popovich                              |    |                      |                      |                 |
| Ailier fort                                              | 12 |                      | LaMarcus Aldridge    | Texas           |
| Meneur                                                   | 1  |                      | Kyle Anderson        | UCLA            |
| Ailier                                                   | 42 |                      | Dāvis Bertāns        | Lettonie        |
| Ailier fort, Pivot                                       | 10 |                      | Matt Costello (TW)   | Michigan State  |
| Arrière                                                  | 11 |                      | Bryn Forbes          | Michigan State  |
| Ailier fort                                              | 16 | Drapeau de l'Espagne | Pau Gasol            | Espagne         |
| Ailier                                                   | 22 |                      | Rudy Gay             | Connecticut     |
| Arrière                                                  | 20 |                      | Manu Ginóbili        | Argentine       |
| Arrière, Ailier                                          | 14 |                      | Danny Green          | North Carolina  |
| Arrière                                                  | 24 |                      | Darrun Hilliard (TW) | Villanova       |
| Ailier fort, Pivot                                       | 77 |                      | Joffrey Lauvergne    | France          |
| Ailier                                                   | 2  |                      | Kawhi Leonard        | San Diego State |
| Meneur                                                   | 8  |                      | Patrick Mills        | Saint Mary's    |
| Arrière                                                  | 5  |                      | Dejounte Murray      | Washington      |
| Meneur                                                   | 9  |                      | Tony Parker          | France          |
| Arrière                                                  | 3  |                      | Brandon Paul         | Illinois        |
| Meneur, Arrière                                          | 4  |                      | Derrick White        | Colorado        |
| (C) - Capitaine, (TW) - Two-way contract, - Blessé       |    |                      |                      |                 |

## Transferts

### Joueurs qui re-signent
| Date       | Joueur            | Contrat                                                                         |
| ---------- | ----------------- | ------------------------------------------------------------------------------- |
| 24/07/2017 | Pau Gasol         | Contrat de 48 800 000 $ sur 3 ans.                                              |
| 04/08/2017 | Patrick Mills     | Contrat de 49 700 000 $ sur 4 ans.                                              |
| 24/08/2017 | Manu Ginóbili     | Contrat de 5 000 000 $ sur 2 ans.                                               |
| 16/10/2017 | LaMarcus Aldridge | Extension de contrat de 50 000 000 $ sur 2 ans à partir de la saison 2019-2020. |

### Options dans les contrats
| Date       | Joueur            | Option                                                                               |
| ---------- | ----------------- | ------------------------------------------------------------------------------------ |
| 15/10/2017 | Dejounte Murray   | San Antonio exerce son option d'équipe de 1 550 000 $ pour la saison 2018-2019.      |
| 16/10/2017 | LaMarcus Aldridge | LaMarcus Aldridge exerce son option joueur de 22 300 000 $ pour la saison 2018-2019. |
| 18/06/2018 | Rudy Gay          | Rudy Gay décline son option joueur de 8 826 300 $ pour la saison 2018-2019.          |

### Arrivés
| Date       | Joueur            | Contrat                           | Provenance                      |
| ---------- | ----------------- | --------------------------------- | ------------------------------- |
| 06/07/2017 | Rudy Gay          | Contrat de 17 200 000 $ sur 2 ans | Kings de Sacramento             |
| 06/07/2017 | Derrick White     | Contrat de 3 070 000 $ sur 2 ans  | Buffaloes du Colorado (NCAA)    |
| 14/07/2017 | Brandon Paul      | Contrat de 2 190 000 $ sur 2 ans  | Anadolu Efes                    |
| 18/07/2017 | Joffrey Lauvergne | Contrat de 3 180 000 $ sur 2 ans  | Bulls de Chicago                |
| 23/08/2017 | London Perrantes  | Contrat de 815,000 $ sur 1 an     | Cavaliers de la Virginie (NCAA) |

#### Two-way contract
| Date       | Joueur          | Provenance                  |
| ---------- | --------------- | --------------------------- |
| 24/07/2017 | Matt Costello   | Wolves de l'Iowa (G League) |
| 11/09/2017 | Darrun Hilliard | Clippers de Los Angeles     |

### Départs
| Date       | Joueur           | Raison départ | Nouvelle équipe ¹  |
| ---------- | ---------------- | ------------- | ------------------ |
| 01/07/2017 | Joel Anthony     | Agent libre   | Bucks de Milwaukee |
| 01/07/2017 | Dewayne Dedmon   | Agent libre   | Hawks d'Atlanta    |
| 01/07/2017 | David Lee        | Retraite      |                    |
| 01/07/2017 | Jonathon Simmons | Agent libre   | Magic d'Orlando    |

¹ Il s'agit de l’équipe pour laquelle le joueur a signé après son départ, il a pu entre-temps changer d'équipe ou encore de pays.

#### Non retenu après les camps entraînements
| Date       | Joueur           | Nouvelle équipe           |
| ---------- | ---------------- | ------------------------- |
| 12/10/2017 | Amida Brimah     | Spurs d'Austin (G League) |
| 12/10/2017 | London Perrantes | Cavaliers de Cleveland    |

### Joueurs "agents libres" à la fin de la saison
| Joueur        | Fin de saison         |
| ------------- | --------------------- |
| Kyle Anderson | Agent libre restreint |
| Dāvis Bertāns | Agent libre restreint |
| Bryn Forbes   | Agent libre restreint |
| Tony Parker   | Agent libre           |

## Récompenses
| Date       | Joueur            | Récompense                                     |
| ---------- | ----------------- | ---------------------------------------------- |
| 18 février | LaMarcus Aldridge | ☆ All-Star 2018 ☆                              |
| 26 mars    | LaMarcus Aldridge | Joueur de la semaine dans la conférence Ouest. |
| 23 mai     | Dejounte Murray   | NBA All-Defensive Second Team.                 |
| 24 mai     | LaMarcus Aldridge | All-NBA Second Team.                           |